# Quosdorf
Quosdorf ist eine Wüstung im Naturschutzgebiet „Königsbrücker Heide“ auf dem Gelände des früheren Truppenübungsplatzes Königsbrück in Sachsen.

## Geographie

### Lage
Das von Wiesen und Feldern umgebene Dorf Quosdorf lag fünf Kilometer nordwestlich von Königsbrück am Südrand der Krakauischen Heide und der Otterschützer Heide in den Ausläufern der Lausitzer Platte. Das Platzdorf mit gelängeähnlicher Streifenflur befand sich am nördlichen Fuß der Königshöhe (195 m) in der Quellmulde des Quosdorfer Grabens an einem von Krakau nach Schmorkau führenden Weg. Umgeben wurde das Dorf von mehreren Kuppen: nordöstlich die Steinbruchshöhe (151 m), südöstlich der Lämmerberg (170 m) und der Ziegenberg (175 m), südlich die Königshöhe, westlich die Kiefernberge (166 m).

### Nachbarorte

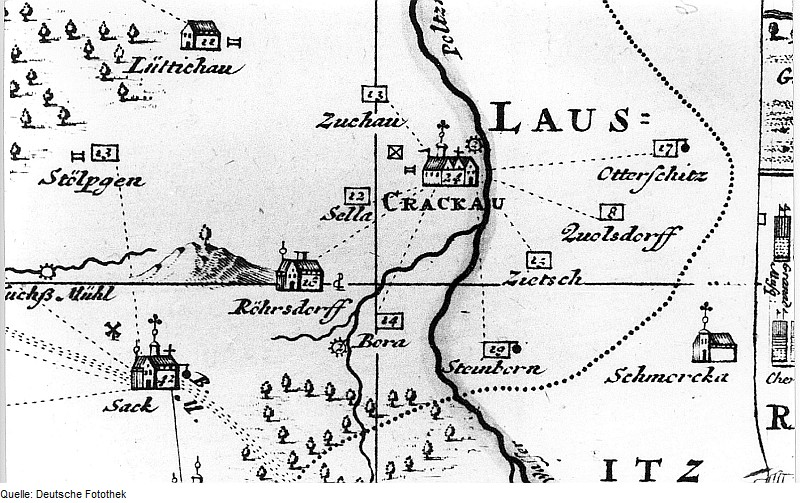
Krakau und Umgebung auf der Zürnerschen Karte, 1711

| (Krakau) †           | (Rohna) †, Zeisholz                         | (Otterschütz) †     |
| Röhrsdorf, (Sella) † | Kompassrose, die auf Nachbargemeinden zeigt | (Zietsch) †         |
| (Bohra) †            | (Steinborn) †                               | Schmorkau, Weißbach |

## Geschichte
Die erstmalige Erwähnung von Quoßdorff stammt aus dem Jahr 1447. Weitere Namensform waren Quoßdorf (1527), Quasdorf (1555) und Quoosdorf (1875).
Quosdorf lag im Nordwesten der zum Königreich Böhmen gehörenden Oberlausitz nahe der durch den Lauf der Pulsnitz markierten Grenze zur Mark Meißen. Das Dorf war seit 1527 der Herrschaft Königsbrück, ab 1562 der Standesherrschaft Königsbrück untertänig. Seit 1540 war Quosdorf nach Krakau eingepfarrt. In Folge des Prager Friedens wurde Quosdorf 1635 zusammen mit sämtlichen anderen Orten der beiden Lausitzen an das Kurfürstentum Sachsen abgetreten. Verwaltungsmäßig gehörte Quosdorf seit 1777 zum Bautzener Kreis und ab 1843 zum Landgerichtsbezirk Bautzen.
Mit der Neuordnung der sächsischen Verwaltungsstrukturen wurde Quosdorf 1856 dem Gerichtsamt Königsbrück und 1875 der Amtshauptmannschaft Kamenz zugeordnet. In der Umgebung wurde in kleineren Steinbrüchen Grauwacke abgebaut. Zu Beginn des 20. Jahrhunderts boten sich die nur dünn besiedelten Heidegebiete wegen ihrer Nähe zur Garnisonsstadt Königsbrück als Standort eines neuen Truppenübungsplatzes für die Sächsische Armee an. Der Truppenübungsplatz Königsbrück wurde 1906 für das XII. (I. Königlich Sächsisches) Armee-Korps formell eingerichtet. Ende 1907 wurden die in der Heide gelegenen Gemeinden Quosdorf, Otterschütz und Zietsch aufgelöst. Die Anwesen wurden vom Deutschen Reich aufgekauft und die 63 Einwohner von Quosdorf umgesiedelt. Die 308 Hektar große Gemeindeflur wurde Teil des Truppenübungsplatzes.
Das abgesiedelte Dorf Quosdorf blieb zunächst unzerstört. Am 27. und 28. August 1932 fand auf dem Truppenübungsplatz die 25-jährige Wiedersehensfeier der ehemaligen Einwohner von Zietsch, Otterschütz und Quosdorf statt, die am Nachmittag des 28. August in Krakau mit einem historischen Festumzug endete.
Nach dem Ende des Zweiten Weltkrieges wurde der Truppenübungsplatz durch die sowjetische Besatzungsmacht in Beschlag genommen. Später wurde das Dorf zerschossen. 1992 zogen die letzten sowjetischen Truppen ab, das Gebiet wurde zum Naturschutzgebiet Königsbrücker Heide, ist jedoch wegen der hohen Belastung mit Munition nur sehr eingeschränkt begehbar. Die Dorfstätte Quosdorf ist heute vom Heidewald überwachsen.

## Bevölkerungsentwicklung
| Jahr | Einwohner                   |
| ---- | --------------------------- |
| 1560 | 9 Hufner („besessene Mann“) |
| 1777 | 8 Hufner, 1 Häusler         |
| 1834 | 60                          |
| 1871 | 60                          |
| 1890 | 50                          |
| 1907 | 63                          |